# Szélhámosok (televíziós sorozat)
Szélhámosok (eredeti cím: Los Artistas: primeros trazos) egy 2023-as mexikói vígjáték, streaming televíziós sorozat. A sorozat főszereplői Ximena Romo és Maxi Iglesias.
Mexikóban 2023. július 7-én a ViX+, Magyarországon 2023. november 4-én a Story4 mutatta be.

## Cselekmény
Yago (Maxi Iglesias), egy régiségkereskedő és Cata (Ximena Romo), egy művészeti szakértő, úgy döntenek, hogy képességeiket és tudásukat kihasználva milliomosokat vernek át azzal, hogy hamis műalkotásokat adnak el nekik, hogy így próbáljanak kilábalni nehéz körülményeikből.

## Szereplők
| Színész(nő)        | Szerepnév      | Magyar hang   |
| ------------------ | -------------- | ------------- |
| Maxi Iglesias      | Yago           | Papp Dániel   |
| Ximena Romo        | Cata           | Dobó Enikő    |
| Francesc Garrido   | Olazábal       |               |
| Regina Pavón       | Vero           | Kardos Eszter |
| Regina Pavón       | Lela           |               |
| Manolo Caro        | Lucio          |               |
| Lucía De la Fuente | Sheila Vanessa | Laudon Andrea |
| Sandra Guzmán      | Bélgica        | Zakariás Éva  |
| Miguel Herrera     | Alejandro      |               |
| David Lorente      | Francisco      |               |
| Fran Berenguer     | Santos         | Hám Bertalan  |
| Carlos Santos      | Padrón         |               |
| Abel Folk          | Jaun Pedro     |               |
| Ciro Miró          | Molina         |               |
| Marta Margarita    | Laura Ramos    |               |
| María José Goyanes | Loles          |               |
| Nati Ortiz         | Zárate as Cuca |               |

## Évados áttekintés
| Évad | Évad | Epizódok száma | Eredeti sugárzás | Eredeti sugárzás | Eredeti sugárzás | Magyar sugárzás   | Magyar sugárzás | Magyar sugárzás |
| Évad | Évad | Epizódok száma | Évadpremier      | Évadfinálé       | Eredeti adó      | Évadpremier       | Évadfinálé      | Magyar adó      |
| ---- | ---- | -------------- | ---------------- | ---------------- | ---------------- | ----------------- | --------------- | --------------- |
|      | 1.   | 10             | 2023. július 7.  | 2023. július 7.  | ViX+             | 2023. november 4. | 2024. január 6. |                 |